# Ing (bóg)
Ing (bóg) – tajemnicza postać mitologii germańskiej, która jakoby przybyła okrętem zza morza. Dał początek najstarszej rasie Sasów, po czym ponownie zniknął na wschodzie. Niektórzy badacze zaliczają go do Asów i sugerują, że jego podróż jest odpowiednikiem ostatniej, pośmiertnej podróży, na którą wyruszają bohaterowie na całym świecie. 